# Alexandre de Jerusalém
Alexandre de Jerusalém (m. 249 ou 251) foi um clérigo do século III que esteve ativo nas províncias orientais do Império Romano. Nativo da Capadócia, mudou-se em data desconhecida para Alexandria, onde estudaria ao lado de Orígenes. Tempos depois iria para sua cidade natal, onde tornar-se-ia bispo.
Foi preso durante a perseguição aos cristãos deflagada por Sétimo Severo (r. 193–211) e permaneceu na prisão até o reinado de Caracala (r. 211–217). Em 211/212, durante uma visita a Jerusalém, foi nomeado bispo-coadjutor e em 213, com a morte de Narciso (r. 211–213), foi feito bispo hierosolimita, função que exerceu até sua morte durante a Perseguição de Décio (r. 249–251). É atualmente venerado como mártir e santo pelas Igrejas Ortodoxa e Católica.

## Vida

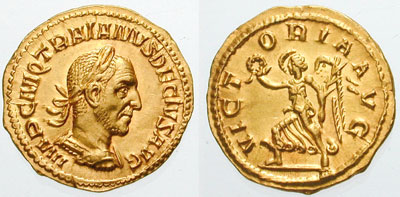
Áureo de Décio r.

Alexandre nasceu em alguma cidade de nome desconhecido da Capadócia. Em data desconhecida foi enviado para Alexandria, onde foi educado primeiro por Panteno e então por seu sucessor Clemente; nessa época conheceria Orígenes. Mais adiante, foi selecionado como bispo de sua cidade natal. Por volta de 204, durante a perseguição aos cristãos de Sétimo Severo (r. 193–211), foi preso e assim permaneceria até o início do reinado de Caracala (r. 211–217).
Por esta época, seu antigo meste Clemente, que havia sido expulso de Alexandria, levou consigo uma carta à Igreja de Antioquia na qual Alexandre parabenizava Asclepíades por sua nomeação como bispo antioqueno; alegadamente Alexandria teria dito que as notícias da nomeação "iluminaram" as correntes às quais estava atado. Após sua libertação, peregrinou para Jerusalém, onde o bispo hierosolimita Narciso, que teria 116 anos de idade e estava com dificuldades de exercer suas funções, nomeou-o bispo-coadjutor em 211/212.
Sua translação da sé capadócia à Jerusalém, bem como sua nomeação como bispo-coadjutor, são as mais antigas registradas e tiveram de ser ratificadas pelos bispos palestinos reunidos num concílio. Após a morte de Narciso em 212, Alexandre tornar-se-ia bispo hierosolimita e seu episcopado durou de 213 a 249/251. Durante seu episcopado, Alexandre notabilizou-se pela construção duma grande biblioteca teológica em Jerusalém, que ainda existia quando Eusébio de Cesareia, seu principal biógrafo, escreveu sua História Eclesiástica e da qual teria feito uso considerável.
Foi Alexandre que ajudou Orígenes, até então um leigo, durante a disputa com bispo alexandrino Demétrio (r. 189–231). Se sabe que Alexandre convidou Orígenes para visitar a Palestina em 217. Quando a pregação de Orígenes em Cesareia e em Jerusalém enfureceram Demétrio, Alexandre e Teoctisto de Cesareia escreveram uma carta para ele defendendo Orígenes e, por volta de 229, o ordenaram presbítero. Por conta disso, Orígenes foi banido de Alexandria e se refugiou com os bispos da Palestina, que, inclusive, ajudaram-no a fundar uma escola teológica em Cesareia (veja Biblioteca Teológica de Cesareia Marítima).
Finalmente, durante o imperador Décio (r. 249–251) e, a despeito de sua idade, ele, juntamente com diversos outros religiosos (inclusive Orígenes), foi levado como prisioneiro para a Cesareia Marítima. Sua Vida afirma que sofreu muitas torturas, mas sobreviveu a todas. Quando as bestas selvagens foram trazidas para devorá-lo na arena, algumas lamberam seus pés. Cansado e desgastado pelos sofrimentos, morreu na prisão em 249/251. Ele foi um dos biografados por Jerônimo em sua obra De Viris Illustribus (Sobre Homens Ilustres - capítulo 62)

## Obras
Eusébio preservou alguns fragmentos de uma carta escrita por ele para os antinoitas, outra escrita para os antioquenos, uma terceira para Orígenes e uma outra, escrita em conjunto com Teoctisto de Cesareia, para Demétrio de Alexandria.